# Рок-штат
«Рок-штат» (Rockstatt; стилизовано как «РОК ШТАТ») — советская и российская рок-группа. Основана 3 февраля 1983 года в Ленинграде. Основатель и лидер группы, автор музыки и большинства текстов и единственный бессменный участник — Игорь Семёнов. Также известен по участию в группе «Присутствие» (1985—1987).
Название группы состоит из двух слов: «рок» (то же, что судьба, предопределение, участь) и «штат» (люди), часто ошибочно связывают с административно-территориальным образованием.

## История

### 1960-е — 1970-е
Игорь Семёнов родился 15 октября 1959 в Ломоносове. В 1968 году на конкурсной основе поступил в музыкальный детский дом им. Римского-Корсакова при Ленинградской консерватории. В 1971 году, возвращаясь домой на электричке, случайно познакомился с музыкантами группы «Мания», что и предопределило его дальнейшую судьбу.
Первый раз на сцену вышел в 1972 году в зале «Манеж» (Ломоносов, он же Рамбов и Ораниенбаум), где пел в перерывах на танцах свои песни.
В 1974 году создал группу «Идолы», которая базировалась в ДК деревни Пеники (она же «The Peniki Floyd») и играла на танцах, в том числе и свои песни. В составе Игорь Семёнов — вокал, пиано; Сергей Давыдов — гитара, Юрий Карцев — бас и Константин Ростков — барабаны. В 1977 году группа распалась, двоих участников забрали в армию и в этом же году к группе присоединились Александр Федотов (бас) и Павел Кольцов (барабаны). Группа просуществовала до конца 1979 года.

### 1980-е
Весной 1980 Игорь Семёнов присоединился в качестве вокалиста к группе «Южный крест», которая играла на танцах в той же деревне Пеники. Годом позже группа распалась, а Семёнов и его коллега по группе, барабанщик Борис Шавейников, объединились с петергофскими музыкантами Александром Семёновым (гитара) и Валерием Мишагиным (бас) в составе новой группы «Пульс». Группа просуществовала около двух лет и развалилась в новогодние праздники 1982—1983 года.
А 3 февраля 1983 года Игорь Семёнов и Борис Шавейников воссоединились с университетскими музыкантами Николаем Фоминым (гитара) и Дмитрием Благовещенским (бас) под знаменами группы «Рок-штат». Осенью, с приходом клавишника Михаила Сэма Семёнова (не родственник), группа обрела последнее недостающее звено. Группа много репетировала и тусовалась в разных злачных местах города, заодно привлекая слушателей к своему творчеству. Дебютный концерт состоялся 19 февраля 1984 года в ДК завода «Красная Заря». «Рок-штат» заменил, по рекомендации Алика Азарова (Россияне), распавшуюся в январе группу «Россияне», по причине пропавшего без вести Жоры Ордановского. В течение весны «Рок-штат» дал ещё несколько отличных концертов и был очень близок к настоящему признанию, но… в апреле 1985 года барабанщика забрали в армию и музыканты, не найдя достойной замены Шавейникову, разошлись по разным проектам.
Так осенью 1985 года Игорь Семёнов оказался в составе никому тогда неизвестной ленинградской группы «Присутствие». После прослушивания материала, были отобраны песни, которые, в большей степени, и стали визитной карточкой группы. И всё в целом: музыка, подача, вокал и внешний вид Семёнова напоминало группу Лед Зеппелин. Группа не просто разорвала сложившиеся на тот момент стереотипы хард-рока, она двинулась дальше, разрушая стереотипы тестов, которые приняли остро-социальный характер. А такие песни, как «Осенний блюз», «Четвертый легион», «Лучше быть мертвым, чем вторым» вошли в золотой фонд песен Ленинградского рок-клуба. Правда, отметим, что жюри IV фестиваля Ленинградского рок-клуба проигнорировало группу, хотя группа произвела настоящий фурор, а песня «Осенний блюз» вошла в фестивальный ТОП 3. Но на популярность группы в стране, это никак не отразилось. Группа много гастролировала и реально претендовала на место в 1-м эшелоне групп Ленинградского рок-клуба, но разногласия в написании музыки привели к тому, что на V фестивале ЛРК (1987) во Дворце Молодежи, Семёнов заявил, что покидает группу, чтобы реанимировать свой «Рок-штат». Группа также в 1986 году снялась в фильме Валерия Огородникова «Взломщик» с песней «Осенний блюз» и записала альбом, который так и не увидел свет, так как был забракован самими музыкантами (запись, откровенно, оставляла желать лучшего).
В сентябре 1987 года «Рок-штат» собрался в новом составе: Игорь Семёнов (вокал), Борис Шавейников (барабаны), Алексей Карпов (клавишные), Олег Дегтярев (бас, экс-Буратино), Александр Борисов (гитара, экс-фронт, «Скорая помощь»). Новый состав «Рок-штат» стартовал на юбилейном концерте группы «Патриархальная выставка» во Дворце Молодёжи и впоследствии развил бурную концертную деятельность. Песни группы обрели остро-социальный характер, что приводило в ужас и смятение «консерваторов» советской идеологии и не только. В связи с этим, группу постоянно сотрясали внутренние конфликты, однако они никак не влияли на интенсивность концертов.
В конце января 1988 года «Рок-штат» оставил гитарист Александр Борисов и ему на смену пришёл бывший коллега Семёнова по проектам «Канал си» и «Подарок» Федор Иванов. В марте и эта версия группы развалилась, а Семёнов и Карпов объявили набор новых музыкантов.
К концу апреля «Рок-штат» приобрёл новый облик. К Семёнову и Карпову присоединились Олег Чиняков (гитара), Юрий Еременко (бас, экс-«Джонатан Ливингстон» и др.) и Евгений Галкин, семнадцатилетний барабанщик. Дебют группы состоялся на майские праздники в Новосибирске, а в июне «Рок-штат» сыграл на VI Фестивале Ленинградского рок-клуба, представив зрителям совершенно новую программу. Летом совершил масштабное турне по Дальнему Востоку (двадцать восемь концертов за полтора месяца) и осенью начал запись нового альбома «Направление Главного Удара», который вышел в декабре. Альбом включал самые ударные номера концертных программ. К этому времени музыка группы тяготела, скорее, к арт-року и прогрессив-року. За полгода группа дала концертов больше, чем «Алиса», «Кино» и «Аквариум» вместе взятые. Весной 1989 группа вернулась в студию для записи альбома «Одиночество», который, как полноценный альбом так и не вышел, а осенью фирма «Мелодия» выпустила пластинку группы «Рок-штат», которая включала в себя лучшие песни из обоих альбомов.
В апреле 1989 года «Рок-штат» выступил на фестивале «Интершанс» в Москве, и заключил опшн с французской фирмой «Scilla Production». В июне «Рок-штат» выступил на VII Фестивале Ленинградского рок-клуба, а месяцем позже развалился. Осенью дуэт Семёнов-Карпов провел в Голландии, вместе с ними в поездку отравился и Александр Докшин (звукорежиссёр студии грамзаписи «Мелодия»), который сыграл заметную роль в звучании группы с 1987 по 1990 год на концертах, а также записях выпущенных альбомов. В конце года группа все же обрела новых музыкантов Юрия Щербакова (барабаны, экс-«Присутствие») и Игоря Куклюшкина (гитара, экс-«Легион»).

### 1990-е
В 1990 году для группы «Рок-штат» произошло эпохальное событие, группа заключила контракт с французским отделением одной из крупнейших звукозаписывающих компаний мира EMI France).
На майском фестивале Интершанс-89, группа подписала договор о намерениях с дочерней компанией Scilla Production (France), в которой обязалась, в течение действия договора (6 месяцев), не заключать сторонних музыкальных контрактов.
В декабре в Амстердаме прошли телефонные переговоры с директором EMI France Марком Британом, в котором он подтвердил, что фирма грамзаписи EMI (France) заинтересована в заключении контракта с группой «Рок-штат». Переводчиком на переговорах выступил известный в нашей стране барабанщик Женя Губерман, которой перебрался в тот момент на ПМЖ в Голландию. Подписание контракта состоялось в конце января 1990 года. «В это же время мы с Лешей Карповым (клавишные) записали на студии EMI две композиции („На волю“ и „Забудь про меня“) для презентации альбома, который должен был быть записан к июню месяцу» — говорит лидер группы Игорь Семёнов.
С 20-го января начался промо тур, вместе с группой «Дети», в поддержку пластинки «1st Music Festival in Moscow» о московском фестивале ИНТЕРШАНС. Тур закончился в Каннах, громадной пресс конференцией в одном из лучших пятизвездочных отелей Мартинез (Grand Hyatt Cannes Hotel Martinez 5*), на которой присутствовало около 300 журналистов со всего мира, в том числе и директор фирмы «Мелодия» (СССР) и директор ВОАП.
И.С. продолжает: "В следующий раз, я приехал в Париж уже в конце февраля, для того, чтобы собрать хоры и свести обе записанные ранее песни. Надо сказать, что команда, которая занималась раскручиванием группы, постаралась на славу. Арт-директор фирмы Жоель Картини, сделал несколько изменений в песне «Забудь про меня», вставив в партитуру шарманку и виолончель, как бы состыковав две культуры, русскую и французскую. Получилось очень здорово!!! Сведение делали французы без моего присутствия. А вот со второй песней «На волю», мы все закопались. В общей сложности, для песни было записано около двухсот!!! партий и фрагментов голосов, которые необходимо было собрать в одно целое произведение. Французы с русскими хорами «не дружили», а у меня просто не хватало ни знаний, ни опыта сведения подобных хоров. То, что мы делали с Сашей Докшиным на «Мелодии» и рядом не лежало с тем, что нам предстояло сделать за три дня!!! Это был кошмар. Я первый раз в жизни увидел громадный пульт с памятью, ручки которого двигались сами по себе и от этого уже мне становилось не по себе. Не помню фамилию основного звукорежиссёра, помню только, что его звали Доминик. Он меня понемногу привел в чувство и показал, как все устроено. И я стал пытаться собирать хоры. Мы все пытались. Нервозность ещё присутствовала и от того, что ровно через три дня песня должна была (по любому) быть закончена, так как на 4 марта был назначен Европейский директорат EMI, на котором и должен был быть представлен сингл группы «Рок-штат». В итоге, результатом я остался не очень доволен, поскольку понимал, что что-то в этом процессе упущено, и упущено главное. Но опыт был просто охренительным!!! Через 5 лет, когда мы уже в Питере писали альбом «Сын Солнца», я уже точно знал, что и как надо записывать и сводить. Я мог сходу писать новый хор, и он получался идеальным.
И вот, 4-го марта я увидел свой первый сингл «Na volju, Na volju» с песнями «На волю» и «Забудь про меня», выпущенный по контракту фирмой EMI (France). Мало того, мы ещё и сняли клип на песню «На волю». Клип обошёлся фирме EMI в кругленькую сумму 250 000 франков (франк к доллару тогда стоил где-то 1 к 5,5). Мы снимали целые сутки нон-стоп. К концу съемок, я был уже просто никакой. Грим постоянно подправляли, так как он тек он софитов и тепла тела… в общем, это было какое-то безумие, которому не было конца. Но мы все справились, и представили и сингл, и клип, как и планировали.
Встреча Европейского директора EMI проходила на большой яхте, на которую Марк (директор EMI) привез меня на Ягуаре. У меня и без того крыша летела, а тут каждый день новые подгоны… В общем, меня представили каждому региональному директору EMI по отдельности. С каждым надо было немного пообщаться. В конце официальной части, я спел песню «На волю» а-капелла. В итоге, вечерний банкет состоялся в русском ресторане. Фирма очень хотела подчеркнуть именно свое уважение к артисту!!!
Ну, а на следующий день или через день, уже приехали остальные музыканты группы «Рок-штат» Леша Карпов (клавишные), Юра Щербаков (барабаны) и Игорь Куклюшкин (гитара). И начался процесс записи. В общем, когда нас спросили: сколько песен будет в альбоме, мы ответить не смогли. Французы впали в ступор:) А мы просто сели, и посмотрели, что мы сможем записать быстро и качественно. Отобрали 10 песен и начали работать.
Было много всего прикольного, поучительного и познавательного в процессе записи. Нам помогали все!!! Нас учили слушать, слышать, импровизировать, делать то, что мы не умели, и отдаваться процессу на все 100. Они потом пожалели о последнем, потому как меня было уже не остановить. После отъезда ребят (через две недели), я оставался на студии до июня и принимал участие во всех процессах звукозаписи и сведения (с утра до ночи) альбома «Dessin» (Рисунок). Каждый день я давал от 5 до 10 интервью, снимался в разных шоу, теле и радио передачах. Мы с Лешей выступили, в качестве гостей, на фестивале в Бордо, где встретили Аманду Лир, очень популярную в то время в СССР и она осыпала нас комплиментами. Выступление положило на лопатки всех, кто присутствовал в зале. Нам с Лешей пришлось сыграть и спеть ещё одну песню на бис!!! Потом приняли участие в шоу на TF1 с Ниной Хаген, где победителя выбирала вся Франция. Мы победили в голосовании (с огромным отрывом). Короче, мы справились, и фирма была очень рада, что не промахнулась с выбором нас. А мы-то как были рады!!! С нами был ещё Янис (мой сын), который показал себя тоже, как профессионал с большой буквы!!! Все, что от него требовали, он делал очень быстро и не по-детски профессионально.
Вспоминаю один момент, когда Янис уселся на студии за барабаны Эрика (звукорежиссёра студии, он же джазовый барабанщик). Тот сначала перепугался, что ребёнок «убьет» барабаны, но, когда Янис начал играть, все волнения ушли на задний план, и Янису дали зелёный свет к подходу к барабанам. Тогда же, по рекомендации Эрика, я и купил школу джазового известного барабанщика, по которой Янис потом и учился.
Искренние слова благодарности хочу сказать от всех музыкантов Эрику, Бернару и Алану!!! Алан (супер бас мэн с Берега Слоновой кости), ещё и записал бас гитару на некоторые мои песни. По окончании записи, в июне 1990 года, в Париже, я, как вокалист, принял участие в записи песни Джона Леннона «Imagine», вместе со звездами мировой величины Питером Гэбриэлем, Стингом и другими известными музыкантами.
Выход альбома «Dessin» («Рисунок») состоялся весной 1991 года, а в его преддверии был выпущен ещё один сингл «Dessin» («Рисунок»), в который вошли песни «Рисунок» и «На волю». Кроме того, на альбом вышла рецензия одного из влиятельных и независимых французских музыкальных критиков того времени Клода Ди, эта рецензия попала во вкладыш альбома: «Советский рок, вплоть до сегодняшних дней, страдал от нехватки самобытности: это было метание между хард-роком и фри-джазом, что, в принципе, было неправильно и, едва ли заслуживало внимания, потому, что вся Россия (или СССР?), просто занималась подражательством музыки Лед Зеппелин или Френка Заппы, что уже само по себе звучало нелепо. Очевидно, что всё меняется. „Рок-штат“, группа из Ленинграда, может быть первым тому подтверждением. Здесь происходит полное слияние музыки и русского языка, и это является точкой отрыва, и это потрясающе! Игорь Семёнов, основатель группы, уже 20 лет как занимается роком — сказать, что это двадцать лет каторжного труда, все равно, что ни сказать ничего. На пике своих странствий он создал музыку, которая имеет свои корни — традиционные мелодии и необъятное дыхание, которое присутствует в словах. Это черно-белый фильм о реках и лесах, оглушающей тишине пейзажа, которая повествует о счастье и о несчастье человека, сидящего за пианино или играющего на скрипке. Фильм, рассказывающий о рассвете, вечности (та, которая у Рэмбо, на чье стихотворение поет песню Семёнов), о войне, о свободе, о забвении и о прощении: это также красиво, как у Толстого или в Александре Невском у Эйзенштейна. Тексты в традициях великих современных русских трубадуров — Высоцкого и Окуджавы — они постепенно овладевают вами. И даже, если 12 июня Ленинград поменяет своё имя (референдум — прим.), то рисунки „Рок-штат“ не сотрутся никогда» [цитата на полстраницы?].
30 января 1993 «Рок-штат» отметил своё 10-летие. Гостями концерта стали Максим Кузнецов («Присутствие»), группа «Аукцыон», группа «Игры», группа «Время любить» и группа «Патриархальная выставка».

### 2000-е
С 2000 по 2014 год группа существовала виртуально. Игорь Семёнов занимался биологией, генетикой, кинологией, журналистикой, издательской деятельностью и исследованиями в области популяций приотарного аборигенного поголовья собак Кавказа и Азии. Музыка уступила место научной работе.

### 2014—2017
Лишь в ноябре 2014 года «Рок-штат» презентовал новый сингл группы «Сон», в клубе «Backstage» в Санкт-Петербурге, а 17 января 2015 года Семёнов представил первый после 20-летнего перерыва альбом «Навсегда», который записал фактически один, представ в роли мульти инструменталиста.
В 2016 году, ровно через год после предыдущего (17.01) на сайте группы состоялась презентация нового альбома «Мои танцы».
В 2016 и 2017 году в Санкт-Петербурге Игорь Семёнов организовал и провел 1-й и 2-й Фестивали памяти рок-музыкантов.
В 2017 году группа «Рок-штат» представила акустический проект, который с успехом был опробован в г. Ломоносове. По итогам концерта, в конце января, был выпущен концертный альбом «Улитка», а также видео DVD.
В апреле 2017 года, «Рок-штат» с акустическим проектом принял участие в 13 фестивале русской культуры в Париже.

### 2018
3 февраля 2018 года в клубе «Place» группа отметила свое 35-ти летие. В концерте, кроме самих именинников, приняли участие Сергей Паращук (НЭП) и группы «Фома Егорыч» и «СПА и МБ» (экспериментальный акустический проект Игоря Семёнова (клавишные, вокал) в содружестве с Виталием Погосяном (дудук), Артуром Аксимом (гитара) и Марком Бомштейном (клавишные).
21 октября 2018 года группа «Рок-штат» представила новый альбом «Чёрный квадрат».
Игорь Семёнов об альбоме: «…Проект, неожиданно, занял много больше времени, чем предполагалось, но, мне кажется, мы справились с определёнными трудностями, которые возникали на протяжении всего творческого процесса. Это было увлекательное путешествие в мир наших эмоций, музыки, творчества, открытий и новых знаний!!!. Первоначально было объявлено, что альбом выйдет в конце марта, но вмешался счастливый случай, который отодвинул выход нового альбома на октябрь, но дал необходимое понимание того, каким все должны услышать альбом. К моему счастью, я посмотрел на Ютубе Юрия Шильникова, который рассказывает о самых распространенных ошибках при игре на гитаре, звукоизвлечению, технике и ещё о многом полезном, что необходимо знать не только гитаристам, но и всем музыкантам!!! Если кто-то не найдет для себя ничего интересного в том, о чём говорит Юрий, значит человек либо слишком хорош, либо…: „Те, кого видели танцующими, казались безумными тем, кто не мог слышать музыку“. Ф.Ницше… „Это, конечно, безумие, но за три месяца я переписал весь материал с нуля“».

### Фестивали 2018
21 апреля группа «Рок-штат» приняла участие в III Фестивале памяти рок музыкантов.
18 мая участие в культурной программе Санкт-Петербургского Книжного салона на Манежной площади.
27 мая участие в Фестивале «Окна открой».
30.06.2018 в Зеленограде (Москва) в клабхаусе мотоклуба «Z-Brothers» группа дала концерт благотворительный концерт в поддержку Мотопробега «Волна памяти 2018».
6-8 июля участие в Фестивале «Зажигалка».
29 июля группа «Рок-штат» выступила на Фестивале «День Русской Славы» в Пушкине (СПб).
5 ноября группа приняла участие в антивоенном фестивале «Пока не поздно» в клубе «Place» (СПб).
27 декабря «Рок-штат» выступил в рамках новогоднего фестиваля «РокПаровоз 2019».

### 2020—2021
2 августа 2020 года группа представила свой новый альбом «Сказки это».
В проекте поучаствовали также, кроме музыкантов группы: Дженальдина Журавлева (скрипка — «Путь к дураку»), Павел Люлин (бас, группа «River Bridge» — «Путь к дураку»), Александр Борисов (гитара, экс-«Рок-штат 87» — «Необратимость и твоё солнце»), Илья Карташов (виолончель — «Детка»).
Игорь Семёнов об альбоме: «В целом, альбом получился экспериментальным. Да, может есть какие-то стандарты, которые уже были сыграны, но есть некоторое новое их прочтение. Есть эксперименты со звуком, в которых мы стараемся не отставать от мировых лейблов и что-то начинает уже звучать очень круто! И есть целый блок песен, который не вписывается в общую концепцию творчества группы. И, на самом деле, это очень радостно, потому что есть возможность для нового развития, как раз-таки творчества группы. Некоторые „вещи“ усилились даже не за счет риффов, а за счет этой психоделической энергии. И, в этой связИ, я очень хочу поблагодарить своего сына Яниса за то, что просто подтолкнул меня к этим экспериментам, сказав, что-то вроде: „Иди туда не знаю куда, принеси то, не знаю что“… Я попробовал. И, если даже не всё, то очень многое, мне кажется, получилось. И надеюсь, что я хотя бы немножечко подвинулся в понимании в сторону новой музыки, которая сейчас существует в молодёжной и около молодёжной среде в мире».
В 2020 же году, из-за пандемии группа вынуждена была перестать гастролировать. В 2021 году группа дала всего 2 концерта: презентация альбома «Сказки это» и концерт, посвященный дню рождения клуба «Колесо» (Архангельск).

### 2022
В июне группа сменила гитариста и басиста. В группу вернулись из акустического проекта Павел Борисов (бас) и Антон Аристов (гитара). 10 июля группа в данном составе выступила на фестивале «Добрый рок» (Псков).
В сентябре опять пришлось решать вопрос с гитаристом, из-за невозможности совмещения проектов. В группу пришёл Аркадий Archangel, лидер групп «Орден свободных» и «Z-Traktorz». Первый концерт в обновленном составе дала в байк-центре «Sexton», в Москве.

## Состав

### Текущий состав
- Игорь Семёнов — вокал, гитара, клавишные, автор музыки и текстов, «архитектор».
- Юрий Щербаков — барабаны.
- Павел Борисов — бас-гитара.
- Аркадий Archangel — гитара.

### Технический персонал
- Алексей Рулёв — звукорежиссёр.
- Игорь Семёнов — запись, сведение.
- Юрий Щербаков — запись, мастеринг.
- Николай Домнюк — запись.

## Бывшие участники группы
- Борис Шавейников — ударные (1984—1988).
- Никола Фомин — гитара (1983—1984).
- Дмитрий Благовещекский — бас (1983—1984).
- Михаил Сэм Семёнов — клавишные (1983—1984).
- Александр Кавлелашвилли — бас (1983).
- Дмитрий Анашкин — гитара (1983).
- Алексей Карпов — клавишные (1987—1995).
- Александр Борисов — гитара (1987—1988).
- Олег Дегтярев — бас (1987—1988).
- Федор Иванов — гитара (1988).
- Олег Чиняков — гитара (1988—1989).
- Юрий Еременко — бас (1988—1989).
- Евгений Галкин — барабаны (1988—1989).
- Александр Докшин — звукооператор (1988 — середина 90-х).
- Светлана Смирнова — тексты (1987—1989).
- Игорь Куклюшкин — гитара (1989—1991).
- Сергей Шилов — бас (1989).
- Виктор Хайми — бас (1989—1990).
- Александр Корбуков — барабаны (1989).
- Алан С’ери — бас (1990—1992).
- Терри Гарсиа — гитара (1990).
- Жак Бастилё — гитара (1992).
- Максим Кузнецов — гитара (1991—1993).
- Игорь Тихомиров — бас (1994—1995).
- Янис Семёнов — барабаны (1994—1996).
- Константин Кокорин — бас (1995—1996).
- Евгений Вейсман — гитара (1996—1998).
- Станислав Горбунов — гитара (2014).
- Игорь Черидник — барабаны (2014—2015).
- Никита Кокорин (2015).
- Павел Борисов — бас (2014—2017).
- Антон Аристов — гитара (акустический проект) (2017).
- Марк Бомштейн — клавишные (2014—2018).
- Артур Аксим — гитара (2018—2022).
- Виктор Назаров — бас (2018—2022).

## Дискография
Студийные альбомы
- 1984 — «Рок-штат» (утерян)
- 1988 — «Одиночество» (частично издан на LP, Мелодия)
- 1989 — «Направление главного удара»
- 1989 — «Рок-штат» (LP, Мелодия). Общий тираж: 76 605 экз.[17]
- 1990 — Na volju, Na volju (EMI/France, single)
- 1991 — «Dessin (Рисунок)»[18] (EMI/France, single)
- 1991 — «Dessin (Рисунок)»[18] (EMI/France, LP, CD, CC)
- 1995 — «Сын солнца» (Jam Group, Русская музыка)
- 1995 — «Рисунок»[18] (Русская музыка, переиздание французского альбома «Dessin»)
- 1996 — «Летим»[19] (Rockstatt International Music, не издан)
- 2014 — «Сон»[20] (Rockstatt International Music, сингл)
- 2015 — «Навсегда»[21] (Rockstatt International Music)
- 2016 — «Мои танцы»[5] (Rockstatt International Music)
- 2017 — «Улитка»[7] (Rockstatt International Music, Концерт в Рамбове)
- 2018 — «Чёрный квадрат»[22] (Rockstatt International Music)
- 2020 — «Сказки это»[12] (Rockstatt International Music)